# Nationalpark Gargano
Nationalpark Gargano  (Italiensk: Parco nazionale del Gargano) is a nationalpark i provinsen Foggia i Apulien i det sydlige Italien. Ud over halvøen Gargano som den har navn efter, omfatter den også øgruppen Isole Tremiti og Foresta Umbra, et stort skovområde der blev fredet i 1977.
Garganos nationalpark er et af de få nationalt beskyttede områder, der bidrager til  "un Bosco per Kyoto", et projekt der siden 2007 har involveret flere skoler i realiseringen af projekter om social og ansvarlig turisme.

## Søer
I den nordvestlige del af nationalparkern er der to store søer:
- Lago di Lesina er en 24,4 km lang og 2,4 km bred lagune med en omkreds på næsten 50 km. Den er sejlbar via to kanaler, Acquarotta og Schiapparo. Kanalerne forbinder Lagunen med Adriaterhavet, som søen er adskilt fra af en klitrække. Den fiskerige sø har brakvand da fordi det er får ferskvand via bække fra højlandet.
- Lago di Varano er ligeledes en lagune, og er med et areal på 60,5 km² den største sø i Syditalien. Den er adskilt fra havet med en 10 km lang sandet landtange, med et tæt skov af fyrretræer, eukalyptus- og mastikstræer.

## Kommuner
I området ligger kommunerne:
- Vico del Gargano
- Monte Sant’Angelo
- Vieste
- Carpino
- Peschici
- Mattinata